# 拜伦泰
拜伦泰，是匈牙利包尔绍德-奥包乌伊-曾普伦州所辖的一个村。总面积9.20平方公里，总人口1119，人口密度121.6人/平方公里（2011年1月1日）。